# SN 2011R
SN 2011R – supernowa typu II-P odkryta 14 stycznia 2011 roku w galaktyce A095830-1053. W momencie odkrycia miała maksymalną jasność 18,80m.